# Carole Wilkinson
Carole Wilkinson (* 1950 in Derby, England) ist eine australische Schriftstellerin.
Mit 12 Jahren zog sie mit ihrer Familie nach Australien. Sie arbeitete als Laborassistentin, ging später zur Universität und begann mit 38 Jahren zu schreiben. Sie lebt mit ihrem Mann und ihrer Tochter in Melbourne.

## Werke
- Carole Wilkinson: Hüterin des Drachen. Dressler, Hamburg 2005, ISBN 3-7915-2235-3. (Originaltitel: Dragonkeeper, übersetzt von Peter Knecht)
- Carole Wilkinson: Im Garten des Purpurdrachen. Dressler, Hamburg 2005, ISBN 978-3-7915-2237-1. (Originaltitel: Garden of the purple dragon, übersetzt von Peter Knecht)
- Carole Wilkinson: Im Zeichen des Drachenmondes. Dressler, Hamburg 2005, ISBN 978-3-7915-2238-8. (Originaltitel: Dragon moon, übersetzt von Peter Knecht)

## Hörbücher
Als Hörbücher, gesprochen von David Nathan.
- Carole Wilkinson: Hüterin des Drachen. Oetinger audio, Hamburg 2007, ISBN 978-3-8373-0323-0.
- Carole Wilkinson: Im Garten des Purpurdrachen. Oetinger audio, Hamburg 2008, ISBN 978-3-8373-0386-5.
- Carole Wilkinson: Im Zeichen des Drachenmondes. Oetinger audio, Hamburg 2008, ISBN 978-3-8373-0433-6.

## Auszeichnungen
- 2004 Aurealis Award, Kategorie Young Adult Novel für Hüterin des Drachen
- 2003 Queensland Premier's Literary Awards, Eve Pownall Award for Information Books, Honour Book für Black Snake: The Daring of Ned Kelly
- 2004 Queensland Premier's Literary Awards, Children’s Book Award – Mary Ryan's Award für Dragonkeeper
- 2004 The Children’s Book Council of Australia (CBCA) Winner Book of the Year: Younger Readers 	für Dragonkeeper
- 2006 Kalbacher Klapperschlange für Hüterin des Drachen